# The Macabre Case of Prompiram
Pour plus de détails, voir Fiche technique et Distribution.
The Macabre Case of Prompiram (en thaï : คืนบาป พรหมพิราม) est un film policier dramatique thaïlandais réalisé par Manop Udomdej, sorti en 2003.

## Synopsis
En 1977, le corps d'une jeune femme, Samnian, est découvert le long de la voie de chemin de fer dans les plaines centrales de la Thaïlande. Elle a été violée et étranglée. Deux policiers intègres mènent l'enquête. Au début, les indices sont maigres : la victime est une voyageuse du train Bangkok-Chiang Mai qui souhaitait aller à Uttaradit ; elle n'avait pas de billet donc elle a été expulsée du train en pleine nature à la gare du petit village de Prompiram ; c'est une jolie jeune femme visiblement un peu attardée mentalement. Dans un premier temps, les enquêteurs se heurtent à un mur de silence. Puis peu à peu les langues se délient et l'affaire prend une ampleur considérable. Le crime dépasse l'entendement dans son horreur. Un politicien local influent essaie d'étouffer l'affaire. Les policiers désireux d'éclaircir coûte que coûte l'affaire continuent leurs investigations...

## Fiche technique
- Titre : The Macabre Case of Prompiram
- Titre original : คืนบาป พรหมพิราม / Keunbab Prom Pri Ram[2]
- Réalisateur : Manop Udomdej (มานพ อุดมเดช)
- Scénario : Manop Udomdej, d'après le livre écrit par le journaliste d'investigation Santi Sawetwimol (สันติ เศวตวิมล)
- Musique : Richard Harvey, Sandy McLelland
- Photographie : Anuparb Buachan
- Son : Michael Pärt
- Montage : Patamanadda Yukol
- Production : Chatrichalerm Yukol (ชาตรีเฉลิม ยุคล), Kunakorn Sethi
- Société(s) de distribution : Sahamongkol Film International[3]
- Pays d'origine :  Thaïlande
- Langue originale : Thaï
- Format : couleur — 35 mm
- Genre : Policier, drame
- Durée : 116 minutes
- Date de sortie :
  - Thaïlande : juillet 2003
  - Canada : 26 septembre 2004 (Vancouver International Film Festival)

## Distribution
- Pimpan Chalaikupp (พิมพ์พรรณ ชลายนคุปต์) : Samnian, la jeune femme dont on ne connaît pas le nom
- Sompob Benjathikul (สมภพ เบญจาธิกุล) : policier intègre, inspecteur en chef
- Kamol Sirthranon (กมล ศิริธรานนท์ ou ศุกล ศศิจุลกะ) : policier intègre, jeune lieutenant débutant
- Rachanu Boonchuduang (พิมพ์พรรณ ชลายนคุปต์)

## Scénario
The Macabre Case of Prompiram est basé sur une histoire vraie, un crime qui a eu lieu en Thaïlande en 1977 (crime relaté dans son livre par le journaliste d'investigation Santi Sawetwimol).